# ولفه‌خا
ولوهگا (به هلندی: Wolvega) یک منطقهٔ مسکونی در هلند است که در وست‌استلینگ‌ورف واقع شده‌است. ولوهگا ۱۲٬۸۲۵ نفر جمعیت دارد.